# Рамін Тахері
Рамін Тахері (перс. رامین طاهری; нар. 23 жовтня 1994) — іранський борець греко-римського стилю, триразовий чемпіон Азії, володар та дворазовий бронзовий призер Кубків світу.

## Життєпис
Боротьбою почав займатися з 2005 року. У 2010 році став бронзовим призером чемпіонату Азії серед кадетів. Наступного року на цих же змаганнях піднявся сходинкою вище та став чемпіоном світу серед кадетів. У 2012 році став срібним призером чемпіонату світу серед юніорів. Наступного року на цих же змаганнях здобув бронзову нагороду, а на азійській юніорській першості став віце-чемпіоном. Чемпіон Азії 2014 року серед юніорів.
Виступав за борцівський клуб «Тахті», Ізе, Хузестан. Тренери — Фархід Есаїлнеджад, Локман Резаеї.

## Спортивні результати на міжнародних змаганнях

### Виступи на Чемпіонатах світу
| Змагання                        | Збірна | Вагова категорія                 | Місце |
| ------------------------------- | ------ | -------------------------------- | ----- |
| Чемпіонат світу з боротьби 2019 | Іран   | греко-римська боротьба, до 87 кг | 12    |
| Чемпіонат світу з боротьби 2021 | Іран   | греко-римська боротьба, до 87 кг | 13    |

### Виступи на Чемпіонатах Азії
| Змагання                       | Збірна | Вагова категорія                 | Місце  |
| ------------------------------ | ------ | -------------------------------- | ------ |
| Чемпіонат Азії з боротьби 2014 | Іран   | греко-римська боротьба, до 66 кг | 5      |
| Чемпіонат Азії з боротьби 2015 | Іран   | греко-римська боротьба, до 71 кг | Золото |
| Чемпіонат Азії з боротьби 2016 | Іран   | греко-римська боротьба, до 80 кг | Золото |
| Чемпіонат Азії з боротьби 2017 | Іран   | греко-римська боротьба, до 80 кг | Золото |

### Виступи на Кубках світу
| Змагання                    | Збірна | Вагова категорія                 | Місце  |
| --------------------------- | ------ | -------------------------------- | ------ |
| Кубок світу з боротьби 2015 | Іран   | греко-римська боротьба, до 71 кг | Бронза |
| Кубок світу з боротьби 2016 | Іран   | греко-римська боротьба, до 80 кг | Золото |
| Кубок світу з боротьби 2017 | Іран   | греко-римська боротьба, до 80 кг | Бронза |

### Виступи на інших змаганнях
| Змагання                                     | Збірна | Вагова категорія                 | Місце  |
| -------------------------------------------- | ------ | -------------------------------- | ------ |
| Кубок Ядегара Імама 2012                     | Іран   | греко-римська боротьба, до 60 кг | 17     |
| Турнір Вехбі Емре 2013                       | Іран   | греко-римська боротьба, до 66 кг | 16     |
| Кубок Ядегара Імама 2014                     | Іран   | греко-римська боротьба, до 66 кг | Бронза |
| Кубок Тахті 2015                             | Іран   | греко-римська боротьба, до 71 кг | Золото |
| Гран-прі FILA 2015                           | Іран   | греко-римська боротьба, до 71 кг | Бронза |
| Меморіал Болата Турлиханова 2015             | Іран   | греко-римська боротьба, до 75 кг | Бронза |
| Золотий Гран-прі з боротьби 2015             | Іран   | греко-римська боротьба, до 75 кг | Бронза |
| Кубок Владислава Пітласинські 2016           | Іран   | греко-римська боротьба, до 80 кг | Золото |
| Клубний чемпіонат світу з боротьби 2016      | Іран   | команда                          | Бронза |
| Гран-прі Парижа з боротьби 2017              | Іран   | греко-римська боротьба, до 80 кг | Золото |
| Турнір Вехбі Емре і Гаміта Каплана 2018      | Іран   | греко-римська боротьба, до 87 кг | Бронза |
| Клубний чемпіонат світу з боротьби 2018      | Іран   | команда                          | Золото |
| Кубок Тахті 2019                             | Іран   | греко-римська боротьба, до 87 кг | 5      |
| Турнір Г. Картозія і В. Балавадзе 2019       | Іран   | греко-римська боротьба, до 87 кг | Золото |
| Клубний чемпіонат світу з боротьби 2019      | Іран   | команда                          | Золото |
| Київський Міжнародний турнір з боротьби 2021 | Іран   | греко-римська боротьба, до 87 кг | 5      |
| Турнір Вехбі Емре і Гаміта Каплана 2021      | Іран   | греко-римська боротьба, до 87 кг | Золото |
| Меморіал Болата Турлиханова 2022             | Іран   | греко-римська боротьба, до 87 кг | Золото |
| Ігри ісламської солідарності 2022            | Іран   | греко-римська боротьба, до 87 кг | Срібло |

### Виступи на змаганнях молодших вікових груп
| Змагання                                      | Збірна | Вагова категорія                 | Місце  |
| --------------------------------------------- | ------ | -------------------------------- | ------ |
| Чемпіонат Азії з боротьби серед кадетів 2010  | Іран   | греко-римська боротьба, до 50 кг | Бронза |
| Чемпіонат Азії з боротьби серед кадетів 2011  | Іран   | греко-римська боротьба, до 54 кг | Срібло |
| Чемпіонат світу з боротьби серед кадетів 2011 | Іран   | греко-римська боротьба, до 54 кг | Золото |
| Чемпіонат світу з боротьби серед юніорів 2012 | Іран   | греко-римська боротьба, до 60 кг | Срібло |
| Чемпіонат Азії з боротьби серед юніорів 2013  | Іран   | греко-римська боротьба, до 66 кг | Срібло |
| Чемпіонат світу з боротьби серед юніорів 2013 | Іран   | греко-римська боротьба, до 66 кг | Бронза |
| Чемпіонат Азії з боротьби серед юніорів 2014  | Іран   | греко-римська боротьба, до 66 кг | Золото |
| Чемпіонат світу з боротьби серед юніорів 2014 | Іран   | греко-римська боротьба, до 66 кг | 7      |